# Maxates trychera
Maxates trychera là một loài bướm đêm trong họ Geometridae.